# École nationale supérieure des industries chimiques
Die École nationale supérieure des industries chimiques (ENSIC) in Nancy/ Frankreich ist eine Grande école für Ingenieurwesen im Bereich des Chemieingenieurwesens.
Sie hat derzeit ca. 400 Studierende und ist ein Teil des Institut National Polytechnique de Lorraine (INPL) (Nationales Polytechnisches Institut von Lothringen), das die sieben Ingenieurhochschulen in Nancy umfasst. Sie gilt als eine der besten Hochschulen in ihrem Fachbereich in Europa.
Fünf Laboratorien sind mit dem ENSIC verbunden:
- Laboratorium für Chemische Verfahrenstechnik (Laboratoire des Sciences du Génie Chimique – LSGC)
- Laboratorium für Thermodynamik von Mehrphasensystemen (Laboratoire de Thermodynamique des Milieux Polyphasés – LTMP)
- Laboratorium für Makromolekulare Physik (Laboratoire de Chimie Physique Macromoléculaire – LCPM)
- Institut für Physikalische Chemie der Reaktionen (Département de Chimie Physique de la Réaction – DCPR)
- Zentrum für Chemietechnik komplexer Rheologischer Systeme (Centre de Génie Chimique des Milieux Rhéologiquement Complexes GEMICO)

## Geschichte
Das ENSIC wurde unter dem Namen „Institut Chimique de Nancy“ 1887 gegründet, mit der Absicht, die damals schnell wachsende chemische Industrie mit entsprechend ausgebildeten Ingenieuren zu versorgen. Einer der ersten Professoren, Victor Grignard, erhielt 1912 den Nobelpreis für Chemie für seine Erfindung organo-metallischer Verbindungen (Grignard-Verbindungen).